# Joseph Wishy
Joseph R. Wishy (*  13. Januar 1934 in New York City, New York; † 3. Juli 1993 in der Bronx) war ein US-amerikanischer Filmproduzent.

## Leben
Wishy besuchte zunächst das Columbia College, danach studierte er an der University of Oxford in England. Weitere Studien machte er in Ost-Berlin bei Walter Felsenstein sowie bei Giorgio Strehler am Teatro alla Scala in Mailand. In den 1950er Jahren arbeitete er als Assistent von Samuel Chotzinoff. In den 1960er Jahren produzierte er zwei Musicals am Broadway. 1978 inszenierte Wishy das Ballettstück Sinfonietta. Hierfür engagierte er Jiří Kylián für die Choreografie zur Musik von Leoš Janáček. 1983 wurde Wishy für den Dokumentarfilm A Portrait of Giselle über Ballerinas des 19. Jahrhunderts für den Oscar nominiert.
Wishy starb in einem Krankenhaus in der Bronx an Amöbenruhr.

## Filmografie
- 1966: ABC Stage 67
- 1982: A Portrait of Giselle

## Auszeichnungen
- 1983: Oscar-Nominierung für A Portrait of Giselle

## Broadway
- 1962: All American
- 1966: A Time for Singing